# Balatonszárszó
Balatonszárszó je naselje u središnoj zapadnoj Mađarskoj.
Zauzima površinu od 30,13 km četvornih.

## Zemljopisni položaj
Nalazi se na 46° 49' 32" sjeverne zemljopisne širine i 17° 50' 4" istočne zemljopisne dužine, na južnoj obali Blatnog jezera.
Tik jugozapadno je Balatonőszöd te u produžetku Balatonszemes, 2 km južno je Szólád, a tik sjeverozapadno je Balatonföldvár.

## Upravna organizacija
Upravno pripada Balatonföldvárskoj mikroregiji u Šomođskoj županiji. Poštanski broj je 8624.

## Promet
Južno prolazi državna autocestovna prometnica M7 (europska prometnica E71).. Kroz naselje prolazi državna cestovna prometnica br. 7 i željeznička pruga Budimpešta-Stolni Biograd-Velika Kaniža. U mjestu je željeznička postaja.

## Stanovništvo
Balatonszárszó ima 1914 stanovnika (2001.). Skoro svi su Mađari, a je nešto malo Nijemaca te ostalih.

## Vanjske poveznice
- (mađ.) Zračne slike